# Recuay

A cidade de Recuay é a capital da Província de Recuay, situada no Departamento de Ancash, pertencente a Região de Ancash, Peru.